# Воротца
Воротца — река в России, протекает в Рязанской области. Правый приток реки Мостья.

## География
Река Воротца берёт начало у посёлка Красава. Течёт на запад. Устье реки находится у деревни Воротцы в 13 км по правому берегу реки Мостья. Длина реки составляет 14 км.

## Данные водного реестра
По данным государственного водного реестра России относится к Окскому бассейновому округу, водохозяйственный участок реки — Проня от истока и до устья, речной подбассейн реки — Бассейны притоков Оки до впадения Мокши. Речной бассейн реки — Ока.
Код объекта в государственном водном реестре — 09010102112110000025783.